# Ghosts of Girlfriends Past
Ghosts of Girlfriends Past (Brasil: Minhas Adoráveis Ex-Namoradas / Portugal: As Minhas Adoráveis Ex-Namoradas) é um filme de comédia romântica estaduidense de 2009, cuja trama é vagamente baseado em A Christmas Carol de Charles Dickens. Mark Waters dirigiu um roteiro de Jon Lucas e Scott Moore. As filmagens foram feitas entre 19 de fevereiro de 2008 a julho de 2008, em Massachusetts com Matthew McConaughey, Jennifer Garner, Lacey Chabert e Michael Douglas. O filme foi lançado nos Estados Unidos em 1 de maio de 2009, nos cinemas brasileiros, estreou em 12 de junho e Portugal em 3 de setembro.
Ghosts of Girlfriends Past apresenta um dia do casamento e no dia anterior, em vez do familiar Natal e véspera de Natal de A Christmas Carol. Os três fantasmas compartilham aparências semelhantes com as descrições originais, e o filme compartilha os pontos do enredo tradicional do livro.

## Sinopse
Connor Mead é um fotografo famoso que já partiu o coração de várias mulheres seguindo o exemplo de seu tio. Ao ser chamado para ser padrinho de casamento de seu irmão Paul ele começa a ter alucinações sendo alertado pelo fantasma do tio Wayne de que ele seria visitado por três fantasmas que representam as namoradas passadas, as presentes e as futuras. Será que Connor conseguirá mudar em apenas uma noite? Ou o esforço dos fantasmas terá sido em vão?.

## Elenco
- Matthew McConaughey como Connor 'Dutch' Mead
- Jennifer Garner como Jennifer Perotti
- Christa B. Allen como Jennifer Perotti adolescente
- Michael Douglas como Wayne Mead
- Breckin Meyer como Paul Mead
- Lacey Chabert como Sandra Volkom
- Emma Stone como Allison Vandermeersh, a Fantasma das Namoradas Anteriores
- Daniel Sunjata como Brad Frye
- Noureen DeWulf como Melanie, a Fantasma das Namoradas Presentes
- Anne Archer como Vonda Volkom
- Amanda Walsh como Denice
- Christina Milian como Kalia
- Camille Guaty como Donna
- Rachel Boston como Deena
- Robert Forster como Sargento Mervis Volkom
- Micah Sherman como o Primeiro Padrinho de Casamento
- Albert M. Chan como Sam, o Segundo Padrinho de Casamento
- Michael Anastasia como o Terceiro Padrinho de Casamento
- Olga Maliouk como a Fantasma das Namoradas Futuras
- Stephanie Oum como Kako
- Timothy Alexson como Patrono do bar

## Produção
Ghosts of Girlfriends Past foi originalmente criado em Touchstone Pictures com Ben Affleck ligado para interpretar o personagem principal, mas ele optou por sair do filme. Foi filmado principalmente em Castle Hill, em Ipswich, Massachusetts. O filme foi também o primeiro emparelhamento de Michael Douglas e Anne Archer desde o hit de suspense Fatal Attraction de 1987, embora eles não compartilhavam cenas juntos. Jennifer Garner e Christa B. Allen novamente aparecem juntas pela primeira vez desde 13 Going on 30 em 2004, e elas voltaram a interpretar as versões mais antigas e mais jovens da mesma personagem.
Ghosts of Girlfriends Past foi lançado pelo veterano diretor de elenco de Hollywood Marci Liroff.

## Trilha sonora
1. "Ghosts of Girlfriends Past" - All Too Much com Matthew Sweet
2. "Hush" - Gavin Rossdale
3. "Got a Lot of Love for You Baby" - The Ralph Sall Experience
4. "Keep On Loving You" - REO Speedwagon
5. "You Can't Hurry Love" - The Ralph Sall Experience
6. "Ladies Night" - Kool & the Gang
7. "The Safety Dance" - Men Without Hats
8. "Yeah (Dream of Me)" - All Too Much
9. "Holding Back the Years" - Simply Red
10. "Sleep" - All Too Much

## Recepção

### Resposta da crítica
A partir de janeiro de 2011, o filme recebeu críticas negativas e tem uma classificação de 27% no website Rotten Tomatoes, baseado em 136 opiniões. Metacritic lista com um 34 em 100, o que indica "opiniões geralmente negativas", com base em 29 comentários.

### Bilheteria
No fim de semana de abertura do filme, que estreou em #2 com um bruto de $15,411,434 (3,175 cinemas, $4,854 em média), muito atrás de X-Men Origins: Wolverine com um bruto de $85,085,003.  O filme fez $55,250,026 nos Estados Unidos e Canadá, e tem um total mundial de $102,223,269.

## Home media
O filme foi lançado em DVD em 22 de setembro de 2009.